# 12448 Mr. Tompkins
12448 Mr. Tompkins è un asteroide della fascia principale. Scoperto nel 1996, presenta un'orbita caratterizzata da un semiasse maggiore pari a 2,2960334 UA e da un'eccentricità di 0,1309958, inclinata di 7,77148° rispetto all'eclittica.